# Mezinárodní standardní kód hudebního díla
Mezinárodní standardní kód hudebního díla (anglicky International Standard Musical Work Code, francouzsky Code international normalisé des œoeuvres musicales, zkráceně ISWC) je trvalý Identifikátor určený k jednoznačné a globální identifikaci hudebního díla (ve smyslu abstraktního nehmatatelného intelektuálního výtvoru).
Identifikátor ISWC je kodifikován mezinárodní normou ISO 15707:2001 . Český překlad této normy ČSN ISO 15707  byl zveřejněn v listopadu 2002.
Mezinárodní norma byla postupně připravována od roku 1997 pracovní skupinou (WG 2) příslušné Technické komise a subkomise (TC 46/SC 9) Mezinárodní organizace pro normalizaci (zkráceně ISO).

## Identifikované entity
Identifikátor ISWC trvale identifikuje hudební díla. Hudební dílo (angl. Musical work) je mezinárodní normou definováno jako „dílo složené z kombinace zvuků s/nebo bez doprovázejícího textu“ . Kód ISWC může být přidělen hudebním dílům publikovaným nebo nepublikovaným, nově vytvořeným nebo již existujícím, a to bez ohledu na stav jejich autorské ochrany a bez ohledu na formu distribuce (analogovou či digitální). Nové kódy ISWC mohou být přiděleny také modifikovaným verzím hudebních děl (například novým aranžmá aj.), výňatkům z hudebních děl a také hudebním dílům složeným z jiných hudebních děl.

## Struktura a syntax identifikátoru
Identifikátor ISWC je kódem nevýznamovým. Skládá se celkem z 11 znaků (písmen latinské abecedy a arabských číslic). Je rozdělen do tří částí: jednopísmenný prefix „T“ (znamená první písmeno anglického slova „Tune“, tj. tón), skupina 9 číslic a jedna číslice kontrolní. Pokud se má kód zapisovat nebo tisknout na konkrétní produkty hudebních děl, bude na začátku opatřen zkratkou ISWC a jednotlivé části budou odděleny buď spojovníkem nebo mezerami. Model kódu je:
- ISWC Prefix-Identifikátor díla-Kontrolní číslice

Příklady zápisu kódu ISWC (skladba Dancing Queen z roku 1995 skupiny ABBA):
- ISWC T-000.000.001-0

nebo
- ISWC T 000000001 0

Interpunkce tečky uvedená v příkladě nehraje žádnou roli a číslo je možné uvádět i bez ní. Poslední kontrolní číslice bude vypočítávána na základě předcházejících číslic v souladu s normou ISO/IEC 7064:2003.

## Registrační systém ISWC
Organizaci systému ISWC tvoří dva, popř. tři subsystémy:
1. Mezinárodní agentura ISWC
2. Registrační agentury ISWC (regionálního a lokálního charakteru)

### Mezinárodní agentura ISWC
Mezinárodní agentura ISWC (angl. ISWC International Agency, zkráceně ISWC IA) byla založena a uvedena do činnosti bezprostředně po schválení mezinárodní normy v roce 2001. Její úlohy včetně webové prezentace zajišťuje Mezinárodní konfederace společností autorů a skladatelů (fr. Confédération Internationale des Sociétés d’Auteurs et de Compositeurs, zkráceně CISAC), která se od počátku významně podílela na zrodu normy a celého systému. Její hlavní sídlo je v Paříži.
Mezinárodní agentura ISWC má na starosti celkové řízení a koordinaci činností celého registračního systému ISWC, přidělování bloků čísel pro regionální a lokální agentury ISWC, provoz hlavní registrační databáze ISWC a zejména zabezpečení centrálního virtuálního vyhledávání ve všech distribuovaných databázích v globálním měřítku.

### Registrační agentury ISWC
Rutinní práci systému ISWC zabezpečují registrační agentury. K roku 2011 je jich 47 z 68 zemí světa. Zřízeny byly dva typy těchto agentur:
- Regionální agentury ISWC (angl. ISWC Regional Agencies)
- Lokální agentury ISWC (angl. ISWC Local Agencies)

K roku 2011 je plně funkčních 7 regionálních agentur. Jejich přehled je uveden na webových stránkách Mezinárodní agentury ISWC. Patří k nim například Společnost skladatelů a autorů Hongkongu (angl. Composers and Authors Society of Hong Kong, zkráceně CASH), která zajišťuje oblast Číny, Hongkongu a Tchaj-wanu, dále Australasijská společnost pro práva výkonných umělců (angl. The Australasian Performing Right Association, zkráceně APRA Archivováno 23. 3. 2010 na Wayback Machine.), která zajišťujě oblast Austrálie, Nového Zélandu a Fidži, aj.
Lokálních agentur je v roku 2011 celkem 39. Jejich přehled je také uveden na webových stránkách Mezinárodní agentury ISWC. Za Českou republiku je zastoupen Ochranný svaz autorský pro práva k dílům hudebním.
Oba typy registračních agentur zajišťují správu registrační databáze záznamů metadat hudebních děl v oblasti své působnosti (skupiny zemí, státu nebo národa), řeší sporné otázky přidělování jedinečných identifikátorů ISNI hudebním dílům a zajišťují výměnu informací s dalšími agenturami systému ISWC. Registrační agentury aplikují jednotná pravidla a praktiky systému ISWC podle instrukcí a definic hlavního manuálu ISWC (je dostupný pouze členům systému ISWC[nedostupný zdroj]).
Registrační agentury jsou ustanovovány a registrovány Mezinárodní agenturou ISWC.

## Přidělování identifikátorů ISWC
Kód ISWC je přidělován nějakému hudebnímu dílu příslušnou registrační agenturou ISWC na základě žádosti tvůrce (skladatele, autora nebo upravovatele) nebo vydavatele. V roli registrační agentury může být přímo společnost pro správu autorských práv, jejímž členem tvůrce nebo vydavatel je. Pokud tvůrce není členem žádné společnosti pro správu autorských práv, může o přidělení kódu požádat přímo příslušnou agenturu (regionální nebo lokální).
Povinností registračních agentur ISWC je bezprostředně po přidělení kódu ISWC a jeho registraci včetně metadat s ním spojených zpravit o tom všechny zainteresované strany.
Zásadou systému přidělování kódů je, že určitý kód ISWC nesmí být přidělen více než jednomu hudebnímu dílu. Jednou přidělený kód nesmí být již nikdy znovu užit pro jiné hudební dílo, i když by bylo zjištěno, že byl přidělen omylem

## Registrační metadata
V systému ISWC se v rámci přidělování identifikátorů připravuje také metadatový popis hudebních děl pro potřeby jejich lepšího vyhledávání. Komunikace metadat dat mezi systémy je realizována pomocí specifického formátu. Množina metadat charakterizujících hudební dílo zahrnuje minimálně následující prvky:
- jeden originální název registrovaného díla
- všechny tvůrce daného díla s jejich příslušnými vyznačenými rolemi
- údaj o tom, zdali hudební dílo je nebo není odvozeno z jiného existujícího díla, a pokud ano, pak by měl být uveden typ odvození (derivace)
- v případě popisu odvozeného díla by měl být uveden kód ISWC zdrojového díla (popřípadě více zdrojových děl) nebo alespoň jeho název (názvy), pokud bude kód chybět.

Metadata systému ISWC jsou rozdělena do tří skupin:
- Informace o názvech (například Alternativní název, Selekční název, Formální název. Nesprávný/Chybný název, Originální název aj.)
- Informace o tvůrcích díla (například Autor adaptace, Autor aranžmá, Skladatel nebo kombinace Skladatel/Autor textu aj.)
- Informace o typu odvození díla (například Originální verze hudebního díla, Modifikovaná verze, Složenina z ukázek, Směs z úryvků, Nespecifikovaný úryvek aj.)

## Registrační databáze systému ISWC
Mezinárodní agentura ISWC již několik let zajišťuje přes veřejné webové rozhraní návštěvníkům internetu jednotný online přístup k záznamům hudebních děl uložených v soustavě dílčích databázích celého systému ISWC. Jde o architekturu distribuovaných databází propojených v síťovém prostředí. Celkový fond metadatových záznamů k roku 2011 je 18 000 000. Uživatelům internetu nejsou zobrazována metadata v kompletním formátu. Vyhledávací systém je federativního typu (v určitých chvílích je získání přístupu problematické).
K hlavní databázi celého systému patří centrální databáze WID ((Musical) Works Information Database). Databáze WID Archivováno 27. 2. 2011 na Wayback Machine. je vnitřně dostupná pouze pro oprávněné členské organizace. Zahrnuje metadata z databází registračních agentur. Databáze je provozována na počítačových kapacitách Americké společnosti skladatelů, autorů a vydavatelů (angl. The American Society of Composers, Authors and Publishers, zkráceně ASCAP) sídlící v New Yorku. Nově vybudovaný mezinárodní systém ISWC znamenal pro databázi WID novou perspektivu a nový směr rozvoje.